# Fëdor Čudinov
Fëdor Aleksandrovič Čudinov (in russo Фёдор Алекса́ндрович Чуди́нов?; trasl. angl. Fedor Chudinov; Bratsk, 15 settembre 1987) è un pugile russo.
È stato campione WBA dei pesi supermedi dal 2015 al 2016.
Suo fratello maggiore Dmitrij è anch'egli pugile professionista.

## Carriera professionale
Čudinov compie il suo debutto da professionista il 10 luglio 2009, sconfiggendo lo statunitense Shawn Kirk per KO tecnico al primo round.